# Embudos (laboratorio)

A: un embudo simple para líquidos con salida normal.
B: un embudo de polvo de vidrio esmerilado, con salida corta y ancha.

Los embudos de laboratorio forman parte del equipamiento de laboratorio químico. Su diseño ha sido modificado para adaptarse a la funcionalidad concreta que desempeñan.

## Utilidad
El embudo es un instrumento empleado para canalizar líquidos y materiales sólidos granulares en recipientes con bocas angostas y calentar muestras.
Es decir, es utilizado para evitar el derrame del líquido al moverlo de un envase a otro.

## Construcción
El vidrio es el material de elección para aplicaciones de laboratorio debido a su inercia química, en comparación con metales o plásticos. Sin embargo, embudos de plástico de polietileno no reactivo se utilizan para la transferencia de disoluciones acuosas entre recipientes. El plástico se utiliza más a menudo para embudos de polvo que no entran en contacto con el disolvente en su uso normal.

## Tipos de embudos en el laboratorio
Hay muchos tipos diferentes de embudos que han sido adaptados para estas aplicaciones especializadas:
- Embudos planos, de diseño normal para operaciones básicas. Existen en varias dimensiones, con el cuello más largo o más corto.
- Embudo de filtración, de forma cónica y generalmente fabricados en vidrio. Los modelos para filtrado en frío poseen un tubo de salida, pero los modelos para filtración en caliente están hechos de vidrio pyrex y no poseen tubo de salida.[1][2]
- Embudo Büchner, está fabricado en porcelana e incluyen una placa de vidrio sinterizado o una base de porcelana perforada. Estos se utilizan en la filtración a baja presión con un matraz de Büchner o kitasato, conectados a una bomba de vacío.[3]
- Tubo de seguridad (en forma de flor de cardo), usado habitualmente para añadir líquidos a un aparato o montaje de laboratorio.
- Embudo de adición o de goteo, que tiene una llave que permiten que el líquido sea añadido a un frasco lentamente. Son cilíndricos, frecuentemente están graduados y poseen en su base una junta de vidrio esmerilado estándar. A menudo se suministra con un tubo paralelo estrecho que conecta las partes superior e inferior, para igualar la presión.
- Embudo de polvo, con un cuello ancho y corto, es más apropiado para las materias sólidas, ya que no se obstruyen fácilmente no.
- Embudo de decantación, en forma de pera, tienen un tapón en la boca superior y un cuello corto, con una llave de paso para el vertido controlado de líquidos. Estos se utilizan para decantar dos fluidos inmiscibles. Pueden estar graduados, aunque esto no es muy común. Se utilizan en la extracción líquido-líquido.
- Embudo Hirsch, su forma es similar a la de los embudos normales, pero contienen agujeros de vidrio sinterizado en la base para que las filtraciones sean más rápidas.
- Embudo de filtración en caliente, es un embudo menos frecuente, posee una camisa exterior, y está rodeado de un fluido que se calienta.[4]

## Galería

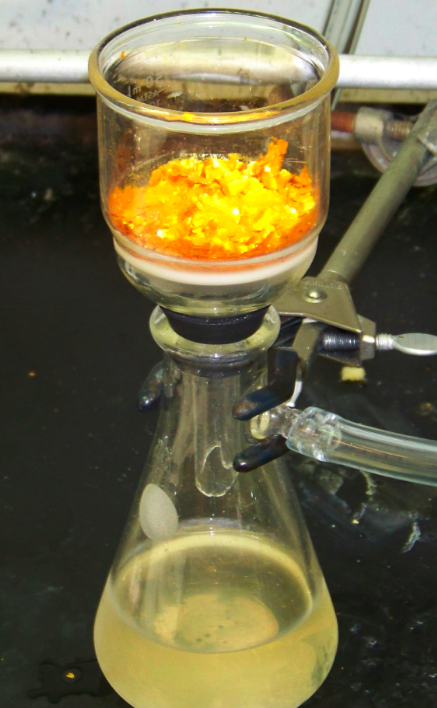
Embudo Büchner con un filtro de vidrio sinterizado.
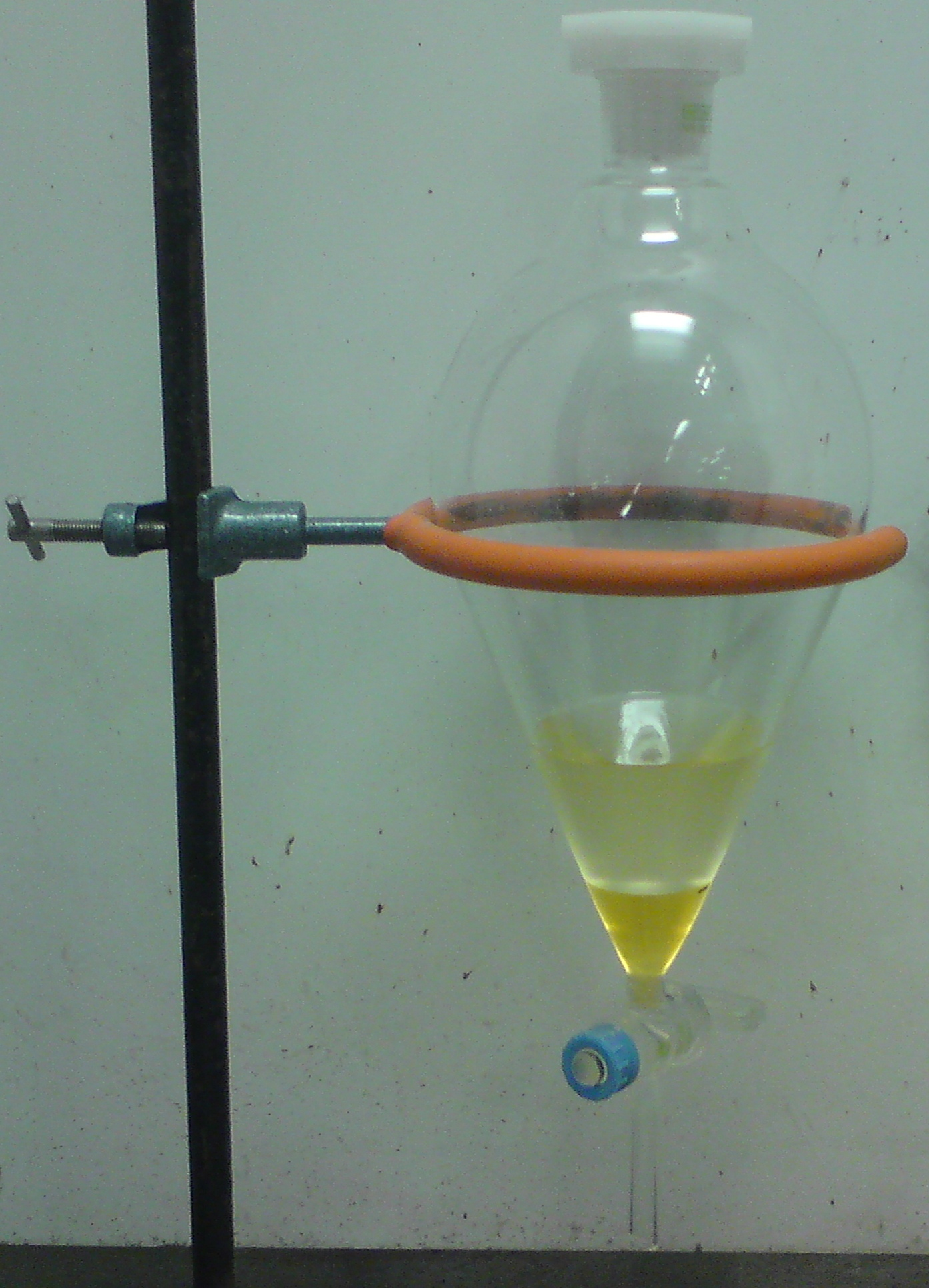
Embudo de decantación.
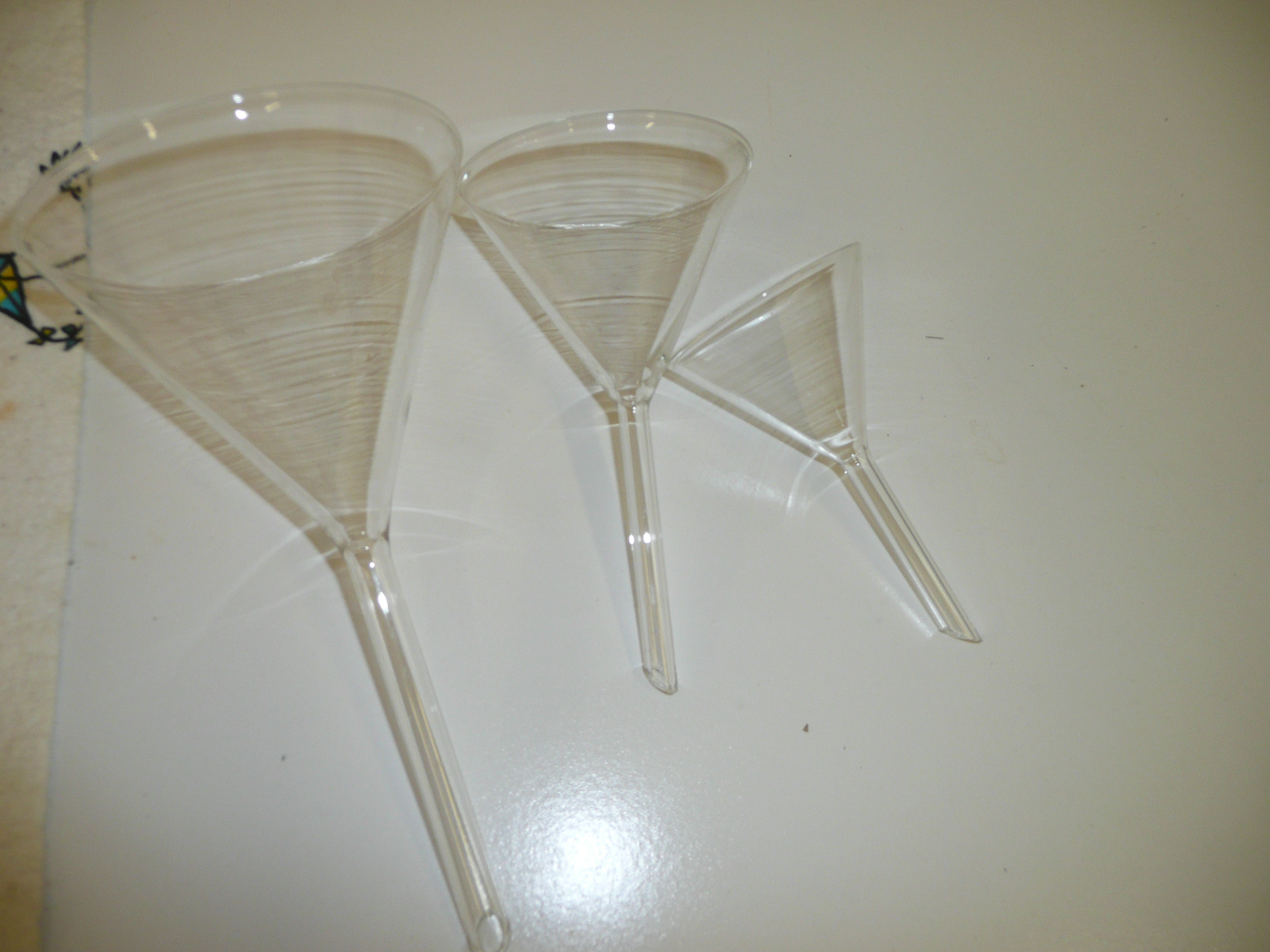
Embudos de filtración, de diversos tamaños.
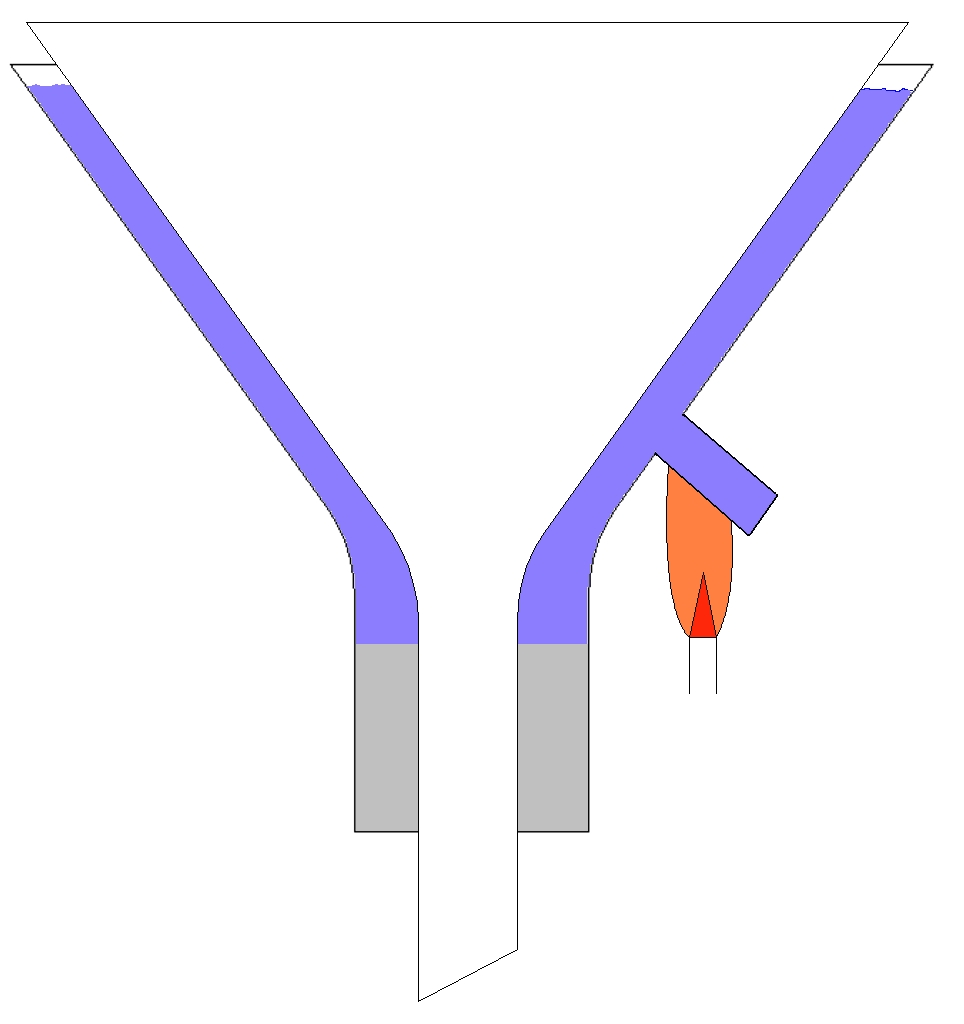
Un embudo de filtración en caliente.

## Filtración
Cuando se utilizan con papel de filtro, los embudos de filtración, embudos Büchner y embudos Hirsch se pueden utilizar para eliminar las partículas finas de un líquido en un proceso llamado filtración. Para aplicaciones más exigentes, el filtro de papel en los dos últimos tipos podrá ser reemplazado con un filtro de vidrio sinterizado.